# Batalha de Rusocastro
A Batalha de Rusocastro (em búlgaro:  Битка при Русокастро, em grego:  Μάχη του Ρουσόκαστρου) ocorreu em 18 de julho de 1332 perto da vila de Rusocastro, na Bulgária, e foi travada entre as forças do Império Búlgaro e do Império Bizantino. O resultado foi uma vitória búlgara.

## Origens do conflito
Em 1328, os imperadores búlgaro e bizantino, Miguel Asen III e Andrônico III Paleólogo, assinaram um tratado secreto contra a Sérvia. Quando Miguel iniciou o conflito contra os sérvios, em 1330, os bizantinos invadiram a Trácia e capturaram as cidades búlgaras na região. Depois de terem derrotado a Bulgária na batalha de Velebusdo, os bizantinos conseguiram se firmar na região.

## Prelúdio
Os bizantinos não estavam, contudo, preparados para a guerra. O império sofria com perturbações civis e estava lutando contra os turcos na Ásia Menor. Já entre os búlgaros, a situação não era melhor, com constantes disputas pelo poder, mas o imperador João Alexandre (r. 1331–1371) sabia que um confronto decisivo contra Bizâncio ainda estava por vir e decidiu melhorar suas relações com os sérvios. Em 1332, ele firmou um tratado de paz com eles que durou até a sua morte. O tratado foi reforçado pelo casamento entre o rei sérvio, Estêvão Uresis IV (r. 1331–1355) e a irmã do imperador búlgaro, Helena. No verão do mesmo ano, os bizantinos juntaram um exército e, sem declarar guerra, marcharam contra a Bulgária, saqueando e pilhando as vilas que encontraram no caminho. Eles tomaram diversos castelos enquanto João Alexandre lutava contra a revolta iniciada por seu tio, Belaur, em Vidin. Ele tentou negociar com os invasores, sem sucesso. Ivan então iniciou uma marcha acelerada (sua cavalaria cobriu 230 km em 5 dias) até Aitos para encarar os invasores.

## Batalha
O exército de João Alexandre dispunha de 8 000 homens, contra apenas 3 000 dos bizantinos. Houve negociações entre os dois líderes, mas o imperador búlgaro deliberadamente as prolongou enquanto aguardava reforços. Na noite de 17 de julho, eles finalmente chegaram (3 000 cavaleiros) e ele decidiu atacar no dia seguinte. Andrônico não teve escolha e aceitou o combate. O exército bizantino estava organizado em dezesseis esquadrões e seis deles compunham a primeira coluna. A ala direita era comandada por um protoestrator, a esquerda, pelo grande papia Aleixo Tzâmplaco e o centro, pelo imperador. O exército se espalhou numa frente ampla, com duas linhas e com os flancos posicionados atrás do centro, o que resultava na forma de um crescente.
A batalha começou às seis da manhã e continuou por três horas. Os bizantinos tentaram impedir que a cavalaria búlgara os cercasse, mas não conseguiram. Os cavaleiros circundaram a primeira linha bizantina, deixando que a infantaria a combatesse, e atacou a retaguarda dos flancos. Após um combate feroz, os bizantinos foram derrotados, abandonaram o campo de batalha e se esconderam em Rusocastro. O exército búlgaro cercou a fortaleza e, ao meio-dia da mesma data, João Alexandre enviou emissários para continuar as negociações.

## Consequências
Os búlgaros retomaram o território perdido na Trácia e seu império saiu fortalecido do conflito. O filho e sucessor do imperador, Miguel Asen IV, de apenas oito anos, se casou com a filha de Andrônico, Maria, confirmando a paz entre os impérios. Esta batalha era considerada pelos historiadores medievais búlgaros como um grande triunfo de João Alexandre e foi o último grande combate entre a Bulgária e Bizâncio, uma vez que a rivalidade de sete séculos entre eles pelo domínio nos Bálcãs logo seria encerrada após a queda de ambos os impérios quando o Império Otomano conquistou a região.